# Hadena lasiestrina
Hadena lasiestrina är en fjärilsart som beskrevs av Max Wilhelm Karl Draudt 1950. Hadena lasiestrina ingår i släktet Hadena och familjen nattflyn. Inga underarter finns listade i Catalogue of Life.